# Лапыгин, Николай Иванович
Никола́й Ива́нович Лапы́гин (12 декабря 1922, Лавровка, Воронежская губерния — 20 августа 2011, Москва) — советский военачальник, генерал-полковник (14.02.1978). Участник Великой Отечественной войны, участник Прохоровского танкового сражения.

## Довоенная биография
Родился в деревне Лавровка (ныне — Грибановского района Воронежской области). Отец — Лапыгин Иван Лукич (1903—1942), колхозник, погиб на фронте. Мать — Лапыгина Евдокия Осиповна, колхозница.
Окончив сельскую школу, в сентябре 1940 года был призван в Красную Армию Поляновским районным военкоматом Воронежской области и поступил в 1-е Ульяновское танковое училище имени В. И. Ленина.

## Великая Отечественная война
По окончании училища в феврале 1942 года в звании лейтенанта направлен командиром танкового взвода в 2-й учебный танковый полк, размещённый в Сталинграде. С марта 1942 года служил командиром танкового взвода в 67-й танковой бригаде (Брянский фронт). 28 июля 1942 года вступил в бой под Воронежем; через несколько дней получил тяжёлое ранение, лечился в госпитале в Сталинграде.
После прорыва немцев в Сталинград в августе 1942 года недолечившийся лейтенант направлен в 28-й отдельный танковый батальон, располагавшийся в районе Сталинградского тракторного завода. Перед батальоном, не получившим ещё боевой техники, была поставлена задача оборонять острова на Волге и её правый берег. Лейтенант Лапыгин стал командиром взвода пехотинцев, ведущих бой обычным стрелковым оружием, включая пулемёты.
С октября 1942 года — командир взвода в 22-м учебном танковом батальоне в Челябинске, а в январе 1943 года прибыл на станцию Костерево Владимирской области. Здесь формировался 59-й танковый полк из «тридцатьчетвёрок», на бортах которых значилось «Московский колхозник». В этом полку он и прошёл дальнейший боевой путь, начав его опять командиром танкового взвода.
Полк в составе Воронежского фронта в феврале 1943 года принимал участие в освобождении Белгорода и Харькова, а затем в Харьковской оборонительной операции. В одном из боев Лапыгин был ранен в ноги. Немцы были рядом, и Николай притворился убитым, а когда опасность миновала, отполз в соседний лес. Сам перевязал раны и при помощи местных жителей попал в отходивший с войсками полевой госпиталь, где ему была оказана медицинская помощь.
Раненого Лапыгина отправили в полевой госпиталь 40-й армии, располагавшийся в Воронежской области. Подлечившись, он упросил начальника госпиталя отпустить его в свой полк, готовившийся к боям на Курской дуге. Прибыл на место и получил приятное известие: за умелые боевые действия и проявленную храбрость его наградили медалью «За отвагу», а за участие в Сталинградской битве — медалью «За оборону Сталинграда». И вот знакомый для многих участников Курской битвы день 5 июля 1943 года. Рота Лапыгина, как и весь полк, находилась в засаде. Удачное расположение боевых машин позволило танкистам 2 роты поджечь и вывести из строя 14 немецких танков, из которых 4 на счету Николая.
В августе 1943 года его назначили командиром 2-й танковой роты. Участвовал в Белгородско-Харьковской наступательной операции. В бою 5 августа, когда Москва салютовала в честь освобождения Белгорода и Орла, получил третье ранение. Немецкий снаряд угодил в его танк, и осколки буквально изрешетили спину Лапыгина. А к тому времени в этой операции его танковая рота подбила 6 танков и 3 самоходных орудия, уничтожила 1 оружие и до 100 человек немецкой пехоты. Он лечился во фронтовом госпитале севернее Воронежа — в местах своей «малой родины». Вскоре Николай, «разведавший» расположение своего полка, буквально сбежал с больничной койки. По прибытии в 59-й отдельный танковый полк 69-й армии его поздравили с награждением орденом Отечественной войны II степени, а в октябре — и с назначением помощником начальника штаба полка по разведке.
Новое назначение — новые задачи. Вместе с разведчиками-пехотинцами капитан Лапыгин с наблюдательного пункта выявлял огневые точки противника, расположение оборонительных линий. Обо всем докладывал начальнику штаба, сам участвовал в разработке предстоящих боевых действий. Он участвовал в Киевской наступательной операции и в освобождении Киева в ноябре 1943 года — полк за успешные действия получил почётное наименование «Киевский», а Лапыгин — орден Красной Звезды.
В ходе Житомирско-Бердичевской операции освобождал Житомир, за что был награждён орденом Отечественной войны I степени, Шепетовку, Изяславль, участвовал в Львовско-Сандомирской операции. К моменту боев за Львов в полку оставалось всего 16 танков. Командир полка и начштаба были ранены. Вскоре в полк прибыл командующий бронетанковыми войсками 60-й армии генерал-майор В. Г. Романов. «Капитан, — обратился он к Лапыгину, — до прибытия нового комполка приказываю вам исполнять обязанности командира».
За отличия в Львовско-Сандомирской операции летом 1944 года (отлично действовал при поддержке штурмовых групп пехоты при прорыве немецкой обороны; затем при отражении немецкой контратаки возглавил группу танков своего полка, завёл её в тыл атакующим и внезапным ударом с тыла уничтожил атакующих, истребив на месте 2 штурмовых орудия, 7 артиллерийских орудий, 5 миномётов и до 150 солдат и офицеров врага) к уже имеющимся наградам на груди капитана вскоре добавился и орден Александра Невского. Лапыгин участвовал в освобождении многих городов Польши. В декабре 1944 года в 59-й Краснознаменный Киевский танковый полк вновь прибыл генерал Романов. Поздравив Николая Ивановича с полководческим орденом и усадив рядом, он сказал:

- Слушай, Николай, мы решили направить тебя в Академию бронетанковых и механизированных войск.
- Товарищ генерал, меня не примут.
- Это почему? — удивился Романов.
- У меня было тяжелое ранение. Нет части стопы правой ноги. Врачи забракуют.
- Но воевать-то ты мог! Разве ж учиться не сможешь? Мы напишем письмо, и тебя примут…

Так в декабре 1944 года Н. Лапыгин стал слушателем академии.

## В послевоенное время
Завершив обучение в Военной академии бронетанковых и механизированных войск Красной Армии имени И. В. Сталина в 1948 году и получив звание майора, Н. И. Лапыгин до 1953 года служил офицером разведывательного отдела 8-й механизированной армии Прикарпатского военного округа, с октября 1949 — офицером отдела оперативно-боевой подготовки штаба бронетанковых и механизированных войск того же округа и с августа 1950 года — в управлении военных учебных заведений бронетанковых и механизированных войск.
С марта 1953 года служил в ГСВГ на должностях начальника штаба 54-го танкового полка 7-й гвардейской танковой дивизии 3-й гвардейской механизированной армии, с сентября 1955 года — командира 28-го танкового полка 21-й механизированной дивизии 8-й гвардейской армии, с сентября 1958 — начальника штаба 27-й гвардейской танковой дивизии.
С 1961 года в звании полковника обучался в Военной академии Генерального штаба Вооружённых Сил СССР, которую окончил в 1963 году. В августе 1963 года стал командиром 28-й танковой дивизии Белорусского военного округа.
В июне 1965 года назначен на должность командира 4-й гвардейской Кантемировской танковой дивизии. За достигнутые успехи в боевой и политической подготовке награждён орденом Ленина. В мае 1968 года — новое назначение в уже знакомое место — в Группу советских войск в Германии, на этот раз первым заместителем командующего 1-й гвардейской танковой армией. С мая 1970 года Лапыгин — командующий 20-й гвардейской армией.
В октябре 1972 года назначен начальником штаба Забайкальского военного округа. Здесь он получил орден Красного Знамени, в 1978 году — звание генерал-полковника. С октября 1979 года и до увольнения в запас в 1987 году Николай Иванович — генеральный инспектор Сухопутных войск Главной инспекции МО СССР.
Будучи на пенсии, генерал-полковник Лапыгин нередко встречался с молодёжью. Как-то ему был задан вопрос: «Скажите, а сколько раз вы ходили в атаку?» Генерал ответил: «Друзья мои, я, как и пехотинцы, которых мы поддерживали броней и огнём, из атаки не выходил».
В свободное время Николай Иванович увлекался охотой, рыбалкой и огородом.
Был членом ВКП(б) (КПСС) с 1943 по 1991 годы.

## Семья
Жена — Лапыгина (Миронова) Зильда Михайловна (05.01.1925 — 11.08.2013);
- дети — Наталья (р. 26.12.1945), Марина (р. 1951);
  - внуки — Николай (р. 02.10.1969), Дмитрий (р. 1977), Илья (р. 1978), Никита (р. 1986);
    - правнуки — Николай (р. 09 мая 1997), Мария (р. 2009), Иван (р. 2014), Надежда (2021).

## Воинские звания
- лейтенант (12.10.1941)
- старший лейтенант (17.04.1943)
- капитан (18.08.1943)
- майор (2.08.1948)
- подполковник (5.09.1951)
- полковник (20.02.1957)
- генерал-майор танковых войск (16.06.1965)
- генерал-лейтенант танковых войск (8.11.1971)
- генерал-полковник (14.02.1978)

## Награды
- орден Ленина
- орден Октябрьской Революции
- орден Александра Невского (15.08.1944)[2]
- орден Красного Знамени
- два ордена Отечественной войны 1-й степени (18.01.1944[3], 11.03.1985)
- орден Отечественной войны 2-й степени (7.03.1943)[4]
- три ордена Красной Звезды (19.11.1943[5], ...)
- ордена «За службу Родине в Вооружённых Силах СССР» 2-й и 3-й степеней
- медаль «За отвагу» (18.05.1943)
- медаль «За боевые заслуги»
- медаль «За оборону Сталинграда»
- другие медали
- две медали Монгольской Народной Республики

## Сочинения
- Лапыгин Н. И. Боевые действия мотострелковых подразделений в пустынной местности. // Военно-исторический журнал. — 1979. — № 5. — С.43-49.